# デルビ
デルビ（Derbi）は、スペインの Nacional Motor S.A.U.社が製造するオートバイ、スクーター、ATVのブランド名 。現在同社はピアッジオの子会社となっている。なお記事中では、社名も通称の「デルビ」で呼称する。
同社のスローガンは、Mucho + k Moto (Mucho màs que moto/ Much more than motorcycling)。

## デルビの歴史
デルビの原点は、1922年に創業者の Simón Rabasa i Singla がバルセロナ近郊の Mollet del Vallès という村で開業した自転車屋に始まる。当初は自転車の修理とレンタルを生業にしていたが、1944年に "Bicicletas Rabas" という名前の有限会社を立ち上げ、自転車の製造に乗り出した。1946年には利益を元手にエンジン付きの車両の製造を始めた。オートバイと言うよりはモペッドに近いこの初代モデル "SRS" は、48ccのエンジン、プランジャー式サスペンション、オートバイタイプのガソリンタンク、エギゾーストシステムを搭載していた。会社はオートバイに事業の中心を移し、1950年11月7日には社名を "Nacional Motor SA" に改めた。またこの年の夏にバルセロナでおこなわれた見本市では、同社初の本格的オートバイ "Derbi 250" を披露した。 

## 近年の動向

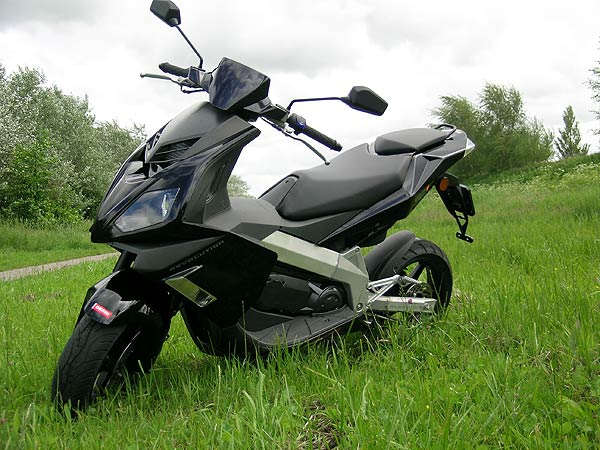
デルビ・GP1 (2005年モデル)

オッサ、ブルタコ、モンテッサなど他のスペインのオートバイメーカーと異なり、デルビはスペイン民主化、EC加盟という激動の時代を乗り切ることに成功した。1988年に創業者の Simón Rabasa i Singla が亡くなった後も独立を保っていたが、2001年にピアッジオグループに買収され、傘下の子会社となった。

## モータースポーツとの関わり
デルビは1962年よりロードレース世界選手権に参戦を開始した。1969年に50ccクラスでスペインのアンヘル・ニエトのライディングにより初のチャンピオン(ライダー・マニュファクチャラー両方)を獲得した。ニエトはデルビを駆って合計5回 (50ccクラス3回、125ccクラス2回、1972年は両クラス同時)のライダーズチャンピオンを獲得した。1980年代には同じくスペインのホルヘ・マルチネスが活躍し、80ccで3回、125ccで1回ワールドチャンピオンに輝いた(1988年に両クラス同時チャンピオンを達成)。
その後GPからは一時撤退していたが、1999年に125ccクラスに復帰を果たす。日本の宇井陽一がエースライダーとして開発を務め、翌2000年には5勝を挙げてシリーズ2位に入った。
デルビはその後も125ccクラスに参戦を継続し、2008年にはフランスのマイク・ディ・メッリオがチャンピオンを獲得した。ただし現在はピアッジオ傘下に入った関係上、グループ企業のアプリリア、ジレラと実質的には同じマシンを使用している。

## デルビの語源
デルビ ( Derbi )は、"DERivados de BIcicletas" ( derivatives of bicycles )の頭字語である。

## 現行モデル
- スクーター
  - Rambla 250i
  - GP1 250i
  - GP1 125
  - GP1 50 OPEN
- ロードレーサー
  - GPR 125 4T4V RACING
  - GPR 50 RACING
- トレイルバイク
  - TRAIL TERRA 125
- モタード
  - SM DRD 50
- スクランブラー
  - MULHACEN 125

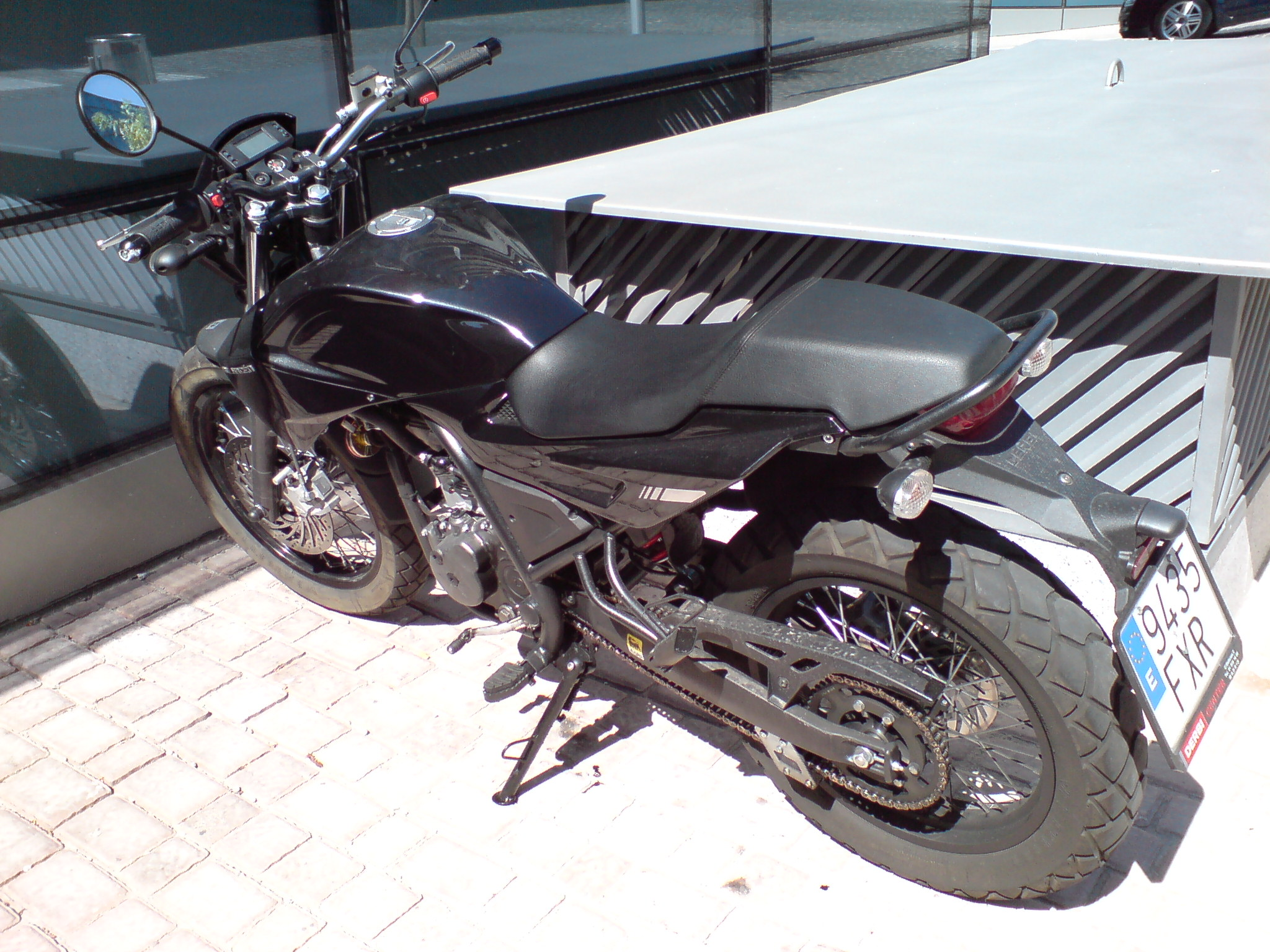
MULHACEN 125

※日本の正規代理店が取り扱っているもののみ抜粋